# Edward J. Hannan
Edward James Hannan FAA FASSA (29 de janeiro de 1921 – 7 de janeiro de 1994) foi um estatístico australiano que co-descobriu o critério de informação Hannan–Quinn. Estudou na Universidade de Melbourne sob orientação de Patrick A. P. Moran.
Esteve ligado à Australian National University. Foi Professor de Estatística no Institute of Advanced Studies 1971-1986, Professor de Estatística na School of General Studies 1959-1971, e Fellow em estatítuca 1954-1958.
A Statistical Society of Australia atribuiu-lhe a Medalha Pitman pelo trabalho científico de toda a vida. Em 1970 foi eleito para a Australian Academy of Science. Ganhou em 1979 a Medalha Thomas Ranken Lyle da Australian Academy of Science.
Hannan é o epónimo da Medalha Hannan conferida pela Australian Academy of Science.